# Karl Ganzhorn
Karl Ganzhorn (* 25. April 1921 in Sindelfingen; † 25. August 2014 ebenda) war ein deutscher Physiker, der sich als Gründer und Direktor des IBM-Laboratoriums in Böblingen mit angewandter Physik und Computer-Entwicklung beschäftigte und in führender Position im Forschungsmanagement von IBM tätig war.

## Leben
Ganzhorn war der Sohn eines Weberei-Arbeiters und erwarb sein Abitur 1939 am Goldberg-Gymnasium Sindelfingen, mit einer Freistelle wegen hervorragender schulischer Leistungen. Nach Kriegsdienst ab 1939 als Ordonnanzoffizier in einer Panzereinheit im Afrikakorps und vier Jahren französischer Kriegsgefangenschaft bis 1947 (wo er schon eine „Lageruniversität“ in Algerien besuchte) studierte er an der Technischen Hochschule Stuttgart Physik und promovierte 1951 bei Ulrich Dehlinger in theoretischer Festkörperphysik mit einer Arbeit zur Quantentheorie und Elektronentheorie von Übergangsmetallen, deren Gitterstruktur er mit gruppentheoretischen Methoden bestimmte.
Nach dem Studium ging er 1952 zu IBM, wo er ab 1953 Leiter eines Entwicklungsteams war, aus dem 1958 das IBM-Entwicklungslaboratorium in Böblingen wurde. In diesem Labor wurde damals die IBM 360/20 als Teil der IBM-360-Serie entwickelt, die 1964 in Produktion ging. Von 1963 bis 1973 war Ganzhorn Vorstandsmitglied (ab 1967 Geschäftsführer) für Entwicklung und Forschung von IBM Deutschland sowie Direktor der IBM-Laboratorien in Deutschland, Österreich und Schweden (die anderen europäischen IBM-Laboratorien in Großbritannien, den Niederlanden und Frankreich wurden von Nizza aus geleitet, wo sich auch die Gesamtleitung für Europa befand). Danach war er von 1973 bis 1975 Direktor für Wissenschaft und Technologie bei IBM Europe und von 1975 bis 1978 zusätzlich Vizepräsident für Telekommunikationssysteme der Systems Communications Division von IBM Corp. (USA), verantwortlich für den Bereich Datenkommunikation innerhalb des Gesamtkonzerns. Von 1978 bis 1986 leitete er die Sparte Technologie und Forschung bei IBM Deutschland. 1986 ging er in den Ruhestand. Er hielt daneben schon ab 1960 (bis etwa 1980) Informatik-Vorlesungen am KIT Karlsruhe, wo er Honorarprofessor war.
Von ihm stammen über 70 wissenschaftliche Veröffentlichungen und er hielt rund 50 Patente.
1970/71 war Ganzhorn Präsident der Deutschen Physikalischen Gesellschaft. Von 1978 bis 1987 gehörte er dem deutschen Wissenschaftsrat an. Er war Träger des Großen Bundesverdienstkreuzes, erhielt 1977 die Ehrendoktorwürde in Ingenieurwissenschaften der Universität Stuttgart und wurde 1982 Ehrensenator der TU München. Ferner war er Vorsitzender des Beratungsgremiums für das Max-Planck-Institut für Physik in München und für Metallforschung in Stuttgart, im Beratungsgremium des Max-Planck-Instituts für Festkörperforschung in Stuttgart und in dem der Physikalisch Technischen Bundesanstalt (PTB) in Braunschweig.

## Schriften
- mit K. Schulz, W. Walter: Datenverarbeitungssysteme: Aufbau und Arbeitsweise. Springer 1981
- Die geschichtliche Entwicklung der Datenverarbeitung. Oldenbourg 1975